# Snøhvit
Snøhvit (Noors voor “Sneeuwwitje”) is een aardgasveld in de Barentszzee, op 140 km ten noordwesten van Hammerfest, Noorwegen. Het is ook de naam van het project om dit gasveld te ontginnen, samen met de nabijgelegen gasvelden Albatross en Askeladden. Het is het eerste offshoreproject in Noorwegen dat zich volledig onderzees bevindt.

## Winning
De gasvelden werden ontdekt in 1984 en de ontginning begon op 21 augustus 2007. Tot nu toe heeft het hele project een 7,2 miljard euro gekost. 
De geschatte reserves zijn:
- 193 miljard m³ aardgas
- 17,9 miljoen m³ condensaat (zeer lichte vorm van aardolie)
- 5,1 miljoen ton NGL (Natural Gas Liquids).

De ontginning zal bestaan uit 21 boorputten, waarvan acht bestemd voor de productie en een voor de injectie van koolstofdioxide (CO2). Het veld zal volgens verwachting tot 2035 in productie blijven. 
De hele structuur bestaat uit het Snøhvit gasveld zelf en de 143 km verder gelegen lng-productie-installatie op het eiland Melkøya, voor de kust van Hammerfest. Vanaf het eiland wordt het gasveld automatisch gecontroleerd en kan men zowel de ontginningsinstallaties van de boorputten, alsook de PLEM (pipeline end manifold van waaruit de centrale pijpleiding vertrekt) en de CDU (control distribution unit, die energietoevoer, controle van signalen en chemicaliën naar de ontginningsinstallaties en de PLEM regelt) op afstand regelen en besturen. 
De controlesignalen lopen allemaal via een optische kabel van de ontginningsplaats naar het eiland. In noodgevallen kan deze communicatie worden vervangen door twee back-upmethodes:
- Signalen kunnen naar de bronnen worden gestuurd via gewone stroomkabels.
- Een schip, steeds stand-by, kan nieuwe kabels aan de bronnen vastmaken en een interim satellietverbinding tot stand brengen.

De ontginning van de drie boorputten, op een waterdiepte tussen 250 en 345 m, gebeurt met drie installaties. Elk 26 m lang en 14 m breed. Het gas, met een druk van 260 bar, wordt samen met sediment, water en lichte olie via een centrale, 143 km lange pijpleiding naar de verwerkingsinstallatie gepompt op Melkøya. Hier worden de verschillende componenten gescheiden. Doordat er steeds water bij het opgepompte gas zit en de pijpleiding door de ijskoude Barentszzee loopt, moet er vanaf de bron een antivriesmiddel worden toegevoegd dat er nadien weer moet worden uitgefilterd.

## Lng installatie
Om het gas vloeibaar te maken (lng) wordt het tot −163°C gekoeld. Hiervoor wordt er enorm veel energie gebruikt en worden er jaarlijks 930.000 ton CO2 uitgestoten. Verder bevat het gas zo'n 5-8% koolstofdioxide. Het CO2 wordt daarna teruggepompt naar het veld.
De installatie heeft een capaciteit van 4,3 miljoen ton lng per jaar, dit staat gelijk aan 5,6 miljard m³. Er staan vier grote tanks bij de gasfabriek, twee opslagtanks voor lng, een voor condensaat en een vierde tank voor lpg. Vier 300 m lange en speciaal voor arctische omstandigheden gebouwde gastankers transporteren het gas daarna over de hele wereld. Deze schepen leggen elke 5à6 dagen aan om een nieuwe lading gas van 145.000 m³ te laden.

## Aandeelhouders
Het project is uitgebaat door Equinor voor rekening van zeven bedrijven uit de gassector:
- Equinor: 33,53%
- Petoro: 30,00%
- Total E&P Norge: 18,40%
- Gaz de France: 12,00%
- Hess: 3,26%
- RWE Dea Norge: 2,81% (RWE Dea is in handen gekomen van Wintershall DEA in 2019)